# Seznam písní Nico
Seznam písní Nico sestává z písní této německé zpěvačky, modelky a herečky. Převážnou část seznamu tvoří písně, které vydala během své sólové kariéry (1967–1988), jsou zde zahrnuty také všechny čtyři písně, které nahrála se skupinou The Velvet Underground (1966–1967).
| Název                            | Autor                                                    | Rok vydání | Album                             | Poznámky                                                                                          | Zdroj       |
| -------------------------------- | -------------------------------------------------------- | ---------- | --------------------------------- | ------------------------------------------------------------------------------------------------- | ----------- |
| All Tomorrow's Parties           | Lou Reed                                                 | 1967       | The Velvet Underground & Nico     |                                                                                                   | [ 1 ]       |
| Femme Fatale                     | Lou Reed                                                 | 1967       | The Velvet Underground & Nico     |                                                                                                   | [ 1 ]       |
| I'll Be Your Mirror              | Lou Reed                                                 | 1967       | The Velvet Underground & Nico     |                                                                                                   | [ 1 ]       |
| Sunday Morning                   | Lou Reed, John Cale                                      | 1967       | The Velvet Underground & Nico     | Pouze doprovodné vokály.                                                                          | [ 2 ]       |
| Chelsea Girls                    | Lou Reed, Sterling Morrison                              | 1967       | Chelsea Girl                      |                                                                                                   | [ 3 ] [ 4 ] |
| The Fairest of the Seasons       | Jackson Browne, Gregory Copeland                         | 1967       | Chelsea Girl                      |                                                                                                   | [ 3 ]       |
| These Days                       | Jackson Browne                                           | 1967       | Chelsea Girl                      |                                                                                                   | [ 3 ]       |
| Little Sister                    | John Cale, Lou Reed                                      | 1967       | Chelsea Girl                      |                                                                                                   | [ 3 ] [ 4 ] |
| Winter Song                      | John Cale                                                | 1967       | Chelsea Girl                      |                                                                                                   | [ 3 ] [ 4 ] |
| It Was a Pleasure Then           | Nico, Lou Reed, John Cale                                | 1967       | Chelsea Girl                      |                                                                                                   | [ 3 ] [ 4 ] |
| I'll Keep It with Mine           | Bob Dylan                                                | 1967       | Chelsea Girl                      |                                                                                                   | [ 3 ]       |
| Somewhere There's a Feather      | Jackson Browne                                           | 1967       | Chelsea Girl                      |                                                                                                   | [ 3 ]       |
| Wrap Your Troubles in Dreams     | Lou Reed                                                 | 1967       | Chelsea Girl                      |                                                                                                   | [ 3 ]       |
| Eulogy to Lenny Bruce            | Tim Hardin                                               | 1967       | Chelsea Girl                      |                                                                                                   | [ 3 ]       |
| I'm Not Sayin'                   | Gordon Lightfoot                                         | 1965       | singl                             |                                                                                                   | [ 5 ]       |
| The Last Mile                    | Andrew Loog Oldham, Jimmy Page                           | 1965       | singl                             |                                                                                                   | [ 5 ]       |
| Lawns of Dawns                   | Nico                                                     | 1969       | The Marble Index                  |                                                                                                   | [ 6 ]       |
| Prelude                          | Nico                                                     | 1969       | The Marble Index                  |                                                                                                   | [ 6 ]       |
| No One Is There                  | Nico                                                     | 1969       | The Marble Index                  |                                                                                                   | [ 6 ]       |
| Ari's Song                       | Nico                                                     | 1969       | The Marble Index                  |                                                                                                   | [ 6 ]       |
| Facing the Wind                  | Nico                                                     | 1969       | The Marble Index                  |                                                                                                   | [ 6 ]       |
| Julius Caesar (Memento Hodie)    | Nico                                                     | 1969       | The Marble Index                  |                                                                                                   | [ 6 ]       |
| Frozen Warnings                  | Nico                                                     | 1969       | The Marble Index                  |                                                                                                   | [ 6 ]       |
| Evening of Light                 | Nico                                                     | 1969       | The Marble Index                  |                                                                                                   | [ 6 ]       |
| Roses in the Snow                | Nico                                                     | 1969       | The Marble Index                  | Vydáno až na rozšířené reedici alba.                                                              |             |
| Nibelungen                       | Nico                                                     | 1991       | The Marble Index                  | Vydáno až na rozšířené reedici alba.                                                              |             |
| Abschied                         | Nico                                                     | 1970       | Desertshore                       |                                                                                                   | [ 7 ]       |
| Janitor of Lunacy                | Nico                                                     | 1970       | Desertshore                       |                                                                                                   | [ 7 ]       |
| The Falconer                     | Nico                                                     | 1970       | Desertshore                       |                                                                                                   | [ 7 ]       |
| My Only Child                    | Nico                                                     | 1970       | Desertshore                       |                                                                                                   | [ 7 ]       |
| Le Petit Chevalier               | Nico                                                     | 1970       | Desertshore                       |                                                                                                   | [ 7 ]       |
| Afraid                           | Nico                                                     | 1970       | Desertshore                       |                                                                                                   | [ 7 ]       |
| Mütterlein                       | Nico                                                     | 1970       | Desertshore                       |                                                                                                   | [ 7 ]       |
| All That is My Own               | Nico                                                     | 1970       | Desertshore                       |                                                                                                   | [ 7 ]       |
| Das Lied der Deutschen           | Hoffmann von Fallersleben, Joseph Haydn                  | 1974       | The End…                          |                                                                                                   | [ 8 ]       |
| The End                          | John Densmore, Robby Krieger, Ray Manzarek, Jim Morrison | 1974       | The End…                          |                                                                                                   | [ 8 ]       |
| We've Got the Gold               | Nico                                                     | 1974       | The End…                          |                                                                                                   | [ 8 ]       |
| Valley of the Kings              | Nico                                                     | 1974       | The End…                          |                                                                                                   | [ 8 ]       |
| Innocent and Vain                | Nico                                                     | 1974       | The End…                          |                                                                                                   | [ 8 ]       |
| You Forgot to Answer             | Nico                                                     | 1974       | The End…                          |                                                                                                   | [ 8 ]       |
| Secret Side                      | Nico                                                     | 1974       | The End…                          |                                                                                                   | [ 8 ]       |
| It Has Not Taken Long            | Nico                                                     | 1974       | The End…                          |                                                                                                   | [ 8 ]       |
| Genghis Khan                     | Nico                                                     | 1981       | Drama of Exile                    |                                                                                                   | [ 9 ]       |
| Purple Lips                      | Nico                                                     | 1981       | Drama of Exile                    |                                                                                                   | [ 9 ]       |
| One More Chance                  | Nico                                                     | 1981       | Drama of Exile                    |                                                                                                   | [ 9 ]       |
| Henry Hudson                     | Nico                                                     | 1981       | Drama of Exile                    |                                                                                                   | [ 9 ]       |
| I'm Waiting for the Man          | Lou Reed                                                 | 1981       | Drama of Exile                    | Původní verze písně vyšla na albu The Velvet Underground & Nico (1967), Nico se na ní nepodílela. | [ 9 ]       |
| Sixty/Forty                      | Nico                                                     | 1981       | Drama of Exile                    |                                                                                                   | [ 9 ]       |
| Orly Flight                      | Nico                                                     | 1981       | Drama of Exile                    |                                                                                                   | [ 9 ]       |
| The Sphinx                       | Nico                                                     | 1981       | Drama of Exile                    |                                                                                                   | [ 9 ]       |
| Heroes                           | David Bowie, Brian Eno                                   | 1981       | Drama of Exile                    |                                                                                                   | [ 9 ]       |
| Camera Obscura                   | Nico, John Cale, James Young, Graham Dids                | 1985       | Camera Obscura                    |                                                                                                   | [ 10 ]      |
| Tananore                         | Nico                                                     | 1985       | Camera Obscura                    |                                                                                                   | [ 10 ]      |
| Win a Few                        | Nico                                                     | 1985       | Camera Obscura                    |                                                                                                   | [ 10 ]      |
| My Funny Valentine               | Richard Rodgers, Lorenz Hart                             | 1985       | Camera Obscura                    |                                                                                                   | [ 10 ]      |
| Das Lied vom einsamen Mädchen    | Robert Gilbert, Werner Richard Heymann                   | 1985       | Camera Obscura                    |                                                                                                   | [ 10 ]      |
| Fearfully in Danger              | Nico                                                     | 1985       | Camera Obscura                    |                                                                                                   | [ 10 ]      |
| My Heart Is Empty                | Nico                                                     | 1985       | Camera Obscura                    |                                                                                                   | [ 10 ]      |
| Into the Arena                   | Nico                                                     | 1985       | Camera Obscura                    |                                                                                                   | [ 10 ]      |
| König                            | Nico                                                     | 1985       | Camera Obscura                    |                                                                                                   | [ 10 ]      |
| Saeta                            | Nico, Philippe Quilichini                                | 1981       | singl                             |                                                                                                   |             |
| Vegas                            | Nico, Philippe Quilichini                                | 1981       | singl                             |                                                                                                   |             |
| Procession                       | Nico                                                     | 1982       | singl                             |                                                                                                   |             |
| The Sound I                      | Nico, James Young, Henry Olsen, Graham Dids              | 2000       | Nico's Last Concert: Fata Morgana | Pouze koncertní nahrávka, nahráno 1988.                                                           |             |
| The Hanging Gardens of Semiramis | Nico, James Young, Henry Olsen, Graham Dids              | 2000       | Nico's Last Concert: Fata Morgana | Pouze koncertní nahrávka, nahráno 1988.                                                           |             |
| Your Voice                       | Nico, James Young, Henry Olsen, Graham Dids              | 2000       | Nico's Last Concert: Fata Morgana | Pouze koncertní nahrávka, nahráno 1988.                                                           |             |
| Will Be Seven                    | Nico                                                     | 2000       | Nico's Last Concert: Fata Morgana | Pouze koncertní nahrávka, nahráno 1988.                                                           |             |
| Fata Morgana                     | Nico, James Young, Henry Olsen, Graham Dids              | 2000       | Nico's Last Concert: Fata Morgana | Pouze koncertní nahrávka, nahráno 1988.                                                           |             |
| All Saints' Night                | Nico                                                     | 2000       | Nico's Last Concert: Fata Morgana | Pouze koncertní nahrávka, nahráno 1988.                                                           |             |
| The Sound II                     | Nico, James Young, Henry Olsen, Graham Dids              | 2000       | Nico's Last Concert: Fata Morgana | Pouze koncertní nahrávka, nahráno 1988.                                                           |             |